# Elecciones al Parlamento de Canarias de 1991
Las Elecciones en el Parlamento de Canarias de 1991 se celebraron el 26 de mayo. El PSOE es de nuevo el partido más votado, y fue nombrado presidente su candidato, Jerónimo Saavedra, merced a un pacto con las AIC. Aun así, en 1993 Manuel Hermoso Rojas, de las AIC, presentó una moción de censura contra su propio gobierno, que ganó, formándose un nuevo gobierno autonómico de AIC, CDS, ICAN, Asamblea Majorera y Agrupación Herreña Independiente. Desde entonces y hasta el final de la legislatura Hermoso Rojas ejerció como presidente de Canarias.

## Resultados
| ← Elecciones al Parlamento de Canarias de 1991 → |                                                       |                   |         |       |         |      |
| Presidente y gobierno | Partido                                               | Candidato         | Votos   | %     | Escaños | +/-  |
| - Presidente: Jerónimo Saavedra (1991-1993) Manuel Hermoso (1993-1995) - Gobierno: PSOE-AIC (1991-1993) AIC-CDS-PP (1993-1995) - Censo: 1.136.767 - Votantes: 700.541 (61,6%) - Abstención: 434.823 (38,4%) - Válidos: - A candidatura: | Partido Socialista Obrero Español (PSOE)              | Jerónimo Saavedra | 229.692 | 33,28 | 23      | +2   |
| - Presidente: Jerónimo Saavedra (1991-1993) Manuel Hermoso (1993-1995) - Gobierno: PSOE-AIC (1991-1993) AIC-CDS-PP (1993-1995) - Censo: 1.136.767 - Votantes: 700.541 (61,6%) - Abstención: 434.823 (38,4%) - Válidos: - A candidatura: | Agrupaciones Independientes de Canarias (AIC)         | Manuel Hermoso    | 157.859 | 22,87 | 16      | +5   |
| - Presidente: Jerónimo Saavedra (1991-1993) Manuel Hermoso (1993-1995) - Gobierno: PSOE-AIC (1991-1993) AIC-CDS-PP (1993-1995) - Censo: 1.136.767 - Votantes: 700.541 (61,6%) - Abstención: 434.823 (38,4%) - Válidos: - A candidatura: | Centro Democrático y Social (CDS)                     | Lorenzo Olarte    | 100.197 | 14,52 | 7       | -6   |
| - Presidente: Jerónimo Saavedra (1991-1993) Manuel Hermoso (1993-1995) - Gobierno: PSOE-AIC (1991-1993) AIC-CDS-PP (1993-1995) - Censo: 1.136.767 - Votantes: 700.541 (61,6%) - Abstención: 434.823 (38,4%) - Válidos: - A candidatura: | Partido Popular (PP)                                  | F. Férnandez      | 89.251  | 12,93 | 6       | = a  |
| - Presidente: Jerónimo Saavedra (1991-1993) Manuel Hermoso (1993-1995) - Gobierno: PSOE-AIC (1991-1993) AIC-CDS-PP (1993-1995) - Censo: 1.136.767 - Votantes: 700.541 (61,6%) - Abstención: 434.823 (38,4%) - Válidos: - A candidatura: | Iniciativa Canaria (ICAN)                             | Antonio González  | 85.015  | 12,32 | 5       | +1 b |
| - Presidente: Jerónimo Saavedra (1991-1993) Manuel Hermoso (1993-1995) - Gobierno: PSOE-AIC (1991-1993) AIC-CDS-PP (1993-1995) - Censo: 1.136.767 - Votantes: 700.541 (61,6%) - Abstención: 434.823 (38,4%) - Válidos: - A candidatura: | Asamblea Majorera (AM)                                | Miguel Cabrera    | 4.906   | 0,71  | 2       | -1   |
| - Presidente: Jerónimo Saavedra (1991-1993) Manuel Hermoso (1993-1995) - Gobierno: PSOE-AIC (1991-1993) AIC-CDS-PP (1993-1995) - Censo: 1.136.767 - Votantes: 700.541 (61,6%) - Abstención: 434.823 (38,4%) - Válidos: - A candidatura: | Agrupación Herreña Independiente (AHI)                | Juan Padrón       | 1.485   | 0,22  | 1       | -1   |
| - Presidente: Jerónimo Saavedra (1991-1993) Manuel Hermoso (1993-1995) - Gobierno: PSOE-AIC (1991-1993) AIC-CDS-PP (1993-1995) - Censo: 1.136.767 - Votantes: 700.541 (61,6%) - Abstención: 434.823 (38,4%) - Válidos: - A candidatura: | Partido Nacionalista Canario (PNC)                    | Bernardo Cabrera  | 7.845   | 1,14  | 0       |      |
| - Presidente: Jerónimo Saavedra (1991-1993) Manuel Hermoso (1993-1995) - Gobierno: PSOE-AIC (1991-1993) AIC-CDS-PP (1993-1995) - Censo: 1.136.767 - Votantes: 700.541 (61,6%) - Abstención: 434.823 (38,4%) - Válidos: - A candidatura: | Coalición Congreso Nacional de Canarias-Frepic-Awañak |                   | 4.090   | 0,59  | 0       |      |
| - Presidente: Jerónimo Saavedra (1991-1993) Manuel Hermoso (1993-1995) - Gobierno: PSOE-AIC (1991-1993) AIC-CDS-PP (1993-1995) - Censo: 1.136.767 - Votantes: 700.541 (61,6%) - Abstención: 434.823 (38,4%) - Válidos: - A candidatura: | Partido Socialista de los Trabajadores (PST)          |                   | 2.298   | 0,33  | 0       |      |
| - Presidente: Jerónimo Saavedra (1991-1993) Manuel Hermoso (1993-1995) - Gobierno: PSOE-AIC (1991-1993) AIC-CDS-PP (1993-1995) - Censo: 1.136.767 - Votantes: 700.541 (61,6%) - Abstención: 434.823 (38,4%) - Válidos: - A candidatura: | Los Verdes (LV)                                       |                   | 2.198   | 0,32  | 0       |      |
| - Presidente: Jerónimo Saavedra (1991-1993) Manuel Hermoso (1993-1995) - Gobierno: PSOE-AIC (1991-1993) AIC-CDS-PP (1993-1995) - Censo: 1.136.767 - Votantes: 700.541 (61,6%) - Abstención: 434.823 (38,4%) - Válidos: - A candidatura: | Partido de la Gente                                   |                   | 1.484   | 0,22  | 0       |      |
| - Presidente: Jerónimo Saavedra (1991-1993) Manuel Hermoso (1993-1995) - Gobierno: PSOE-AIC (1991-1993) AIC-CDS-PP (1993-1995) - Censo: 1.136.767 - Votantes: 700.541 (61,6%) - Abstención: 434.823 (38,4%) - Válidos: - A candidatura: | Plataforma de Izquierdas                              |                   | 1.093   | 0,16  | 0       |      |
| - Presidente: Jerónimo Saavedra (1991-1993) Manuel Hermoso (1993-1995) - Gobierno: PSOE-AIC (1991-1993) AIC-CDS-PP (1993-1995) - Censo: 1.136.767 - Votantes: 700.541 (61,6%) - Abstención: 434.823 (38,4%) - Válidos: - A candidatura: | Los Verdes Lista Ecologista-Humanista                 |                   | 1.092   | 0,16  | 0       |      |
| - Presidente: Jerónimo Saavedra (1991-1993) Manuel Hermoso (1993-1995) - Gobierno: PSOE-AIC (1991-1993) AIC-CDS-PP (1993-1995) - Censo: 1.136.767 - Votantes: 700.541 (61,6%) - Abstención: 434.823 (38,4%) - Válidos: - A candidatura: | Agrupación Insular de Gran Canaria                    |                   | 962     | 0,14  | 0       |      |
| - Presidente: Jerónimo Saavedra (1991-1993) Manuel Hermoso (1993-1995) - Gobierno: PSOE-AIC (1991-1993) AIC-CDS-PP (1993-1995) - Censo: 1.136.767 - Votantes: 700.541 (61,6%) - Abstención: 434.823 (38,4%) - Válidos: - A candidatura: | Partido Tagoror (PT)                                  |                   | 671     | 0,10  | 0       |      |
| - Presidente: Jerónimo Saavedra (1991-1993) Manuel Hermoso (1993-1995) - Gobierno: PSOE-AIC (1991-1993) AIC-CDS-PP (1993-1995) - Censo: 1.136.767 - Votantes: 700.541 (61,6%) - Abstención: 434.823 (38,4%) - Válidos: - A candidatura: | En blanco                                             | N/A               | 5.323   | 0,8   | N/A     | N/A  |
| - Presidente: Jerónimo Saavedra (1991-1993) Manuel Hermoso (1993-1995) - Gobierno: PSOE-AIC (1991-1993) AIC-CDS-PP (1993-1995) - Censo: 1.136.767 - Votantes: 700.541 (61,6%) - Abstención: 434.823 (38,4%) - Válidos: - A candidatura: | Nulos                                                 | N/A               |         |       | N/A     | N/A  |

a Respecto a Alianza Popular en 1987.

b Respecto al Asamblea Canaria, Izquierda Nacionalista Canaria y Izquierda Canaria Unida en 1987.

### Elección e investidura del presidente de Canarias
| Candidato                                                        | Fecha                                                   | Voto       |    |    |   |   |   | AM |   | Total |
| ---------------------------------------------------------------- | ------------------------------------------------------- | ---------- | -- | -- | - | - | - | -- | - | ----- |
| Jerónimo Saavedra (PSOE)                                         | 10 de julio de 1991 Mayoría requerida: Absoluta (31/60) | Sí         | 23 | 16 |   |   |   |    | 1 | 40/60 |
| Jerónimo Saavedra (PSOE)                                         | 10 de julio de 1991 Mayoría requerida: Absoluta (31/60) | No         |    |    | 6 | 6 | 5 |    |   | 17/60 |
| Jerónimo Saavedra (PSOE)                                         | 10 de julio de 1991 Mayoría requerida: Absoluta (31/60) | Abstención |    |    |   |   |   | 2  |   | 2/60  |
| Manuel Hermoso (AIC)                                             | 31 de marzo de 1993 Mayoría requerida: Absoluta (31/60) | Sí         |    | 16 | 7 |   | 5 | 2  | 1 | 31/60 |
| Manuel Hermoso (AIC)                                             | 31 de marzo de 1993 Mayoría requerida: Absoluta (31/60) | No         | 23 |    |   |   |   |    |   | 23/60 |
| Manuel Hermoso (AIC)                                             | 31 de marzo de 1993 Mayoría requerida: Absoluta (31/60) | Abstención |    |    |   | 6 |   |    |   | 6/60  |
| Faltó a la investidura de Jerónimo Saavedra un diputado del CDS. |                                                         |            |    |    |   |   |   |    |   |       |

- Datos: Q8774370
- Multimedia: Canarian parliamentary election, 1991 / Q8774370